# Campionati europei di atletica leggera indoor 1983
I XIV campionati europei di atletica leggera indoor si sono svolti a Budapest, in Ungheria, presso il Budapest Sportcsarnok, dal 5 al 6 marzo 1983.

## Nazioni partecipanti
Tra parentesi, il numero di atleti partecipanti per nazione.
- Austria (8)
- Belgio (4)
- Bulgaria (12)
- Cecoslovacchia (18)
- Finlandia (7)
- Francia (19)
- Germania Est (15)
- Germania Ovest (25)

- Grecia (3)
- Irlanda (2)
- Italia (16)
- Jugoslavia (5)
- Norvegia (1)
- Paesi Bassi (3)
- Polonia (10)
- Portogallo (1)

- Regno Unito (13)
- Romania (6)
- Spagna (10)
- Svezia (10)
- Svizzera (5)
- Turchia (3)
- Ungheria (31)
- Unione Sovietica (34)

## Risultati

### Uomini
| Specialità | Oro                | Prestazione | Argento              | Prestazione | Bronzo                                 | Prestazione |
| Corse piane |                    |             |                      |             |                                        |             |
| 60 metri | Stefano Tilli      | 6"63        | Christian Haas       | 6"64        | Valentin Atanasov                      | 6"66        |
| 200 metri | Aleksandr Evgen'ev | 20"97       | Jacques Borlée       | 21"13       | István Nagy                            | 21"18       |
| 400 metri | Evgenij Lomtev     | 46"20       | Ainsley Bennett      | 46"43       | Ángel Heras                            | 46"57       |
| 800 metri | Colomán Trabado    | 1'46"91     | Peter Elliott        | 1'47"58     | Thierry Tonnelier                      | 1'47"68     |
| 1.500 metri | Thomas Wessinghage | 3'39"82     | José Manuel Abascal  | 3'40"69     | Antti Loikkanen                        | 3'41"31     |
| 3.000 metri | Dragan Zdravković  | 7'54"73     | Valerij Abramov      | 7'57"79     | Uwe Mönkemeyer                         | 7'58"11     |
| Corse a ostacoli |                    |             |                      |             |                                        |             |
| 60 metri ostacoli | Thomas Munkelt     | 7"48        | Arto Bryggare        | 7"60        | Andreas Oschkenat                      | 7"63        |
| Corse su strada |                    |             |                      |             |                                        |             |
| 5 km marcia | Anatolij Solomin   | 19'19"93    | Evgenij Evsjukov     | 19'41"66    | Erling Andersen                        | 20'00"68    |
| Salti |                    |             |                      |             |                                        |             |
| Salto in alto | Carlo Thränhardt   | 2,32 m      | Gerd Nagel           | 2,30 m      | Massimo Di Giorgio Mirosław Włodarczyk | 2,27 m      |
| Salto con l'asta | Vladimir Poljakov  | 5,60 m      | Aleksandrs Obižajevs | 5,60 m      | Patrick Abada                          | 5,55 m      |
| Salto in lungo | László Szalma      | 7,95 m      | Gyula Pálóczi        | 7,90 m      | Jens Knipphals                         | 7,82 m      |
| Salto triplo | Mykola Musijenko   | 17,12 m     | Henadz' Valjukevič   | 16,94 m     | Béla Bakosi                            | 16,90 m     |
| Lanci |                    |             |                      |             |                                        |             |
| Getto del peso | Jānis Bojārs       | 20,56 m     | Aleksandr Baryšnikov | 20,44 m     | Ivan Ivančić                           | 20,26 m     |
| record mondiale; record mondiale stagionale; record europeo; record europeo stagionale; record dei campionati; record nazionale; record personale; record personale stagionale. |                    |             |                      |             |                                        |             |

### Donne
| Specialità | Oro                   | Prestazione | Argento            | Prestazione | Bronzo              | Prestazione |
| Corse piane |                       |             |                    |             |                     |             |
| 60 metri | Marlies Göhr          | 7"09        | Silke Gladisch     | 7"12        | Marisa Masullo      | 7"19        |
| 200 metri | Marita Koch           | 22"39       | Joan Baptiste      | 23"37       | Christina Sussiek   | 23"61       |
| 400 metri | Jarmila Kratochvílová | 49"69       | Kirsten Siemon     | 51"70       | Rosica Stamenova    | 52"36       |
| 800 metri | Svetlana Kitova       | 2'01"28     | Zuzana Moravčíková | 2'01"66     | Ol'ga Simakova      | 2'02"25     |
| 1.500 metri | Brigitte Kraus        | 4'16"14     | Maria Radu         | 4'17"16     | Ivana Kleinová      | 4'17"21     |
| 3.000 metri | Elena Sipatova        | 9'04"40     | Agnese Possamai    | 9'04"41     | Elena Malychina     | 9'04"52     |
| Corse a ostacoli |                       |             |                    |             |                     |             |
| 60 metri ostacoli | Bettine Jahn          | 7"75        | Kerstin Knabe      | 7"96        | Tat'jana Maljuvanec | 8"07        |
| Salti |                       |             |                    |             |                     |             |
| Salto in alto | Tamara Bykova         | 2,03 m      | Larisa Kosicyna    | 1,94 m      | Maryse Ewanjé-Epée  | 1,92 m      |
| Salto in lungo | Eva Murková           | 6,77 m =    | Helga Radtke       | 6,63 m      | Heike Daute         | 6,61 m      |
| Lanci |                       |             |                    |             |                     |             |
| Getto del peso | Helena Fibingerová    | 20,61 m     | Helma Knorscheidt  | 20,35 m     | Zdeňka Šilhavá      | 19,56 m     |
| record mondiale; record mondiale stagionale; record europeo; record europeo stagionale; record dei campionati; record nazionale; record personale; record personale stagionale. |                       |             |                    |             |                     |             |

## Medagliere
Legenda
     Paese ospitante
| Posizione | Paese            | Oro | Argento | Bronzo | Totale |
| --------- | ---------------- | --- | ------- | ------ | ------ |
| 1         | Unione Sovietica | 9   | 6       | 3      | 18     |
| 2         | Germania Est     | 4   | 5       | 2      | 11     |
| 3         | Germania Ovest   | 3   | 2       | 3      | 8      |
| 4         | Cecoslovacchia   | 3   | 1       | 2      | 6      |
| 5         | Ungheria         | 1   | 1       | 2      | 4      |
| 5         | Italia           | 1   | 1       | 2      | 4      |
| 7         | Spagna           | 1   | 1       | 1      | 3      |
| 8         | Jugoslavia       | 1   | 0       | 1      | 2      |
| 9         | Regno Unito      | 0   | 2       | 0      | 2      |
| 10        | Finlandia        | 0   | 1       | 1      | 2      |
| 11        | Belgio           | 0   | 1       | 1      | 2      |
| 11        | Romania          | 0   | 1       | 1      | 2      |
| 13        | Francia          | 0   | 0       | 3      | 3      |
| 14        | Bulgaria         | 0   | 0       | 2      | 2      |
| 15        | Norvegia         | 0   | 0       | 1      | 1      |
| 15        | Polonia          | 0   | 0       | 1      | 1      |
| Totale    | Totale           | 23  | 23      | 24     | 70     |